# Kevin Glendinning
Kevin Glendinning (sinh ngày 23 tháng 1 năm 1962) là một cựu cầu thủ bóng đá người Anh thi đấu ở vị trí hậu vệ trái tại Football League cho Darlington.